# ショーン・ロバーツ
ショーン・ロバーツ（Shawn Roberts, 1984年4月2日 - ）は、カナダの俳優。

## 略歴
オンタリオ州ストラットフォードで生まれる。
12歳でテレビシリーズ『Emily of New Moon』の子役としてデビュー。
『X-メン』ではローグのボーイフレンドを演じる。
2005年、ジョージ・A・ロメロ監督の『ランド・オブ・ザ・デッド』にマイク役で出演し、続く『ダイアリー・オブ・ザ・デッド』ではトニー役でメインキャストに昇格した。さらに2010年には『バイオハザードIV アフターライフ』のアルバート・ウェスカー役に抜擢された。
『ダイアリー・オブ・ザ・デッド』で共演したジョシュ・クローズやタチアナ・マスラニーとは、それぞれ、『イノセント・ラブ』（2004年）と『エコーズ2』（2007年）でも共演している。
現在はトロントとロサンゼルスの両方を拠点として活躍中。

## フィルモグラフィ
| 公開年 | 邦題 原題                                                       | 役名                   | 備考           | 日本語吹替                                      |
| ------ | --------------------------------------------------------------- | ---------------------- | -------------- | ----------------------------------------------- |
| 2000   | X-メン X-Men                                                    | ローグのボーイフレンド |                | 不明（ソフト版） 鳥海勝美（テレビ朝日版）       |
| 2003   | ドルフ・ラングレン in ディテンション Detention                  | コリー                 |                | 不明                                            |
| 2004   | テイキング・ライブス Taking Lives                               |                        |                | 不明                                            |
| 2004   | イノセント・ラブ A Home at the End of the World                 | クラブの少年           |                |                                                 |
| 2005   | 12人のパパ2 Cheaper by the Dozen 2                              | カルヴィン             |                | 不明                                            |
| 2005   | ランド・オブ・ザ・デッド Land of the Dead                       | マイク                 |                | 不明                                            |
| 2006   | ロビン・ウィリアムズのもしも私が大統領だったら… Man Of The Year | トラック運転手         |                | 不明                                            |
| 2007   | ダイアリー・オブ・ザ・デッド Diary of the Dead                  | トニー                 |                | 青木強                                          |
| 2007   | エコーズ2 Stir of Echoes: The Homecoming                        | ルーク                 | テレビ映画     |                                                 |
| 2008   | ジャンパー Jumper                                               | バーテンダー           |                | 不明                                            |
| 2009   | 愛しのベス・クーパー I Love You, Beth Cooper                    | ケヴィン               |                | 竹内良太                                        |
| 2009   | 黙示録2009 急襲強酸雨 Black Rain                                | ジャック               | テレビ映画     |                                                 |
| 2010   | 復讐捜査線 Edge of Darkness                                     | デイヴィッド・バーナム |                | 杉山大                                          |
| 2010   | パーシー・ジャクソンとオリンポスの神々                          | キャンプ場のデミゴッド | ノンクレジット | 不明                                            |
| 2010   | バイオハザードIV アフターライフ Resident Evil: Afterlife        | アルバート・ウェスカー |                | 立木文彦（劇場公開版） 大塚明夫（テレビ朝日版） |
| 2012   | バイオハザードV リトリビューション Resident Evil: Retribution   | アルバート・ウェスカー |                | 立木文彦（劇場公開版） 大塚明夫（テレビ朝日版） |
| 2016   | バイオハザード: ザ・ファイナル Resident Evil: The Final Chapter | アルバート・ウェスカー | 立木文彦       |                                                 |

### テレビシリーズ
- フラッシュ・ゴードン Flash Gordon (2007)